# JOKER (野村あきこの漫画)
『JOKER』（ジョーカー）は、野村あきこによる日本の漫画作品。『なかよし』（講談社）にて、1997年12月号から1998年11月号まで連載された。単行本は全2巻。

## 物語
中園江梨衣（なかぞの えりい）は、演歌が好きな高校2年生。趣味と実益を兼ねて、家の銭湯の番台で、お客さんがリクエストしたド演歌を歌う「人間ジュークボックス」をやっている。
そんな江梨衣は、展示の他はお化け屋敷と喫茶店しか許されないお堅い文化祭において、文化祭実行委員長のメンツをかけて、斬新でどでかい企画をやりたがっていた。その時、クラスメートの市堂尊（いちどう たける）が、表向きは屋外喫茶と称して、生バンド演奏つきのライブハウスをやろうと言い出す。
なんとかバンドのメンバーをそろえて迎えた文化祭当日。しかし、時間になってもボーカルの浦川街子（うらかわ まちこ）が現れない。そこで、なんと江梨衣に白羽の矢が立ち、急遽、江梨衣がボーカルをすることになり……。

## 登場人物

### JOKER（ジョーカー）メンバー
中園 江梨衣（なかぞの えりい）
バンド「JOKER（ジョーカー）」のボーカリストで作詞担当。私立新英知学館高等科2-B。文化祭実行委員長。
家族構成は、両親、兄、妹の5人で、銭湯「松の湯」を経営している。
性格は明朗快活の元気娘。演歌が好きで、趣味兼特技は歌をうたうこと。
あだ名は「エリー」、尊からは「委員長」と呼ばれている。また、家の銭湯では、「人間ジュークボックス」というお客の希望曲をうたうサービスを行っていることから、「松の湯の歌姫」と称される。
文化祭において、いなくなった街子の代わりに急遽バンドのボーカルになった。その後、バンドの活動を続けていくうちに、いつも自分を励ましてくれる尊に惹かれてゆく。
市堂 尊（いちどう たける）
バンド「JOKER」のギタリストで作曲担当。私立新英知学館高等科2-B。文化祭でライブハウスを企画した張本人。
バンド「BLOODY ROUGE（ブラッディ ルージュ）」のギタリストだったが、レコード会社からメジャーデビューの話がきてから、曲は二の次になってしまったメンバーに反発していた。ボーカリストだった街子と付き合っていたが、バンドは尊抜きでメジャーデビューが決まってしまう。
涙もろい。
早乙女 藤馬（さおとめ とうま）
バンド「JOKER」のベーシスト。私立新英知学館高等科2-B。江梨衣の中学校時代からの3年越しの親友。
中学時代にベースをかじった経験があることから文化祭のライブ実行班となり、「JOKER」のベーシストになる。
「父親は昔死んだ」、「バンドの経験はない」と江梨衣に言っていたが、実は中1の時に傷害事件を起こしたのを機に両親が離婚して、桂木姓から早乙女姓になっていた。昔は荒れていてケンカばかりしていた。そんな時にバイト先で出会った孝也との出会いと別れによって変わってしまう（このことは上記の事件に繋がっている）。
親友思い。
桜井 春夜（さくらい はるや）
バンド「JOKER」のキーボーディスト。私立新英知学館高等科2-A。清華とは中等科時代に一度同じクラスだった。
ピアノの名手で方々のコンクールで優勝する経歴を持つが、中3のコンクールで演奏中に倒れて以来ピアノは辞めてしまっていた。実は、家は医者の家系で、周りに反発してピアノに走っていた。そのため、楽しいと思ったことはないという。
その発言から江梨衣は意地になり、春夜をバンドに入れるべく落としにかかる。その甲斐あって、セカンドライブ終了後「JOKER」に入る。
清華とは犬猿の仲。
中園 比呂衣（なかぞの ひろい）
バンド「JOKER」のドラマー。江梨衣の兄。大学生で、私立新英知学館の卒業生。
文化祭でのライブのためドラマーを探している最中、町内祭りの和太鼓を叩いているところから江梨衣に強制的にバンドに引き込まれた。
バンドの最年長として練習場所の交渉をしたりするなどしっかりしていて、江梨衣だけでなく「JOKER」メンバーの兄貴分である。

### その他
宮島 清華（みやじま さやか）
私立新英知学館高等科2-B。江梨衣の友達で、JOKERのマネージャー的存在。新聞部の部長であり、そのせいか、いつもメモ帳を手放さない。
宮島物産の社長令嬢であり、自分は楽器ができないことから、母親やみんなには秘密で会社の倉庫を練習場所として提供していた。しかし見つかってしまい、交渉の結果R・W・F（ロック・ウエーブ・フェスティバル）で優勝することで無料・無期限使用を約束、同時にもし駄目だった場合は不法侵入で訴えられることにもなった。
浦川 街子（うらかわ まちこ）
バンド「BLOODY ROUGE」のボーカリスト。元・新英知学館高等科2-B。
歌が上手く、バンドの人気もデビュー前からライブでは長蛇の列を作るほどであった。常々「メジャデビューがきまったら学校をやめる」と言っていて、文化祭でバンドボーカルがいないと探されている間、本人は退学届を提出していた。
無愛想だが、昔は喜怒哀楽があった。しかし両親が別居し始めてから変わってしまった。尊と付き合っている。
最終的には両親は離婚したが、街子が無愛想で可愛くないという理由から双方とも街子を引き取ろうとしなかった。R・W・Fの出演を放棄したあと、自分を追った尊にも心を開いて彼と再び気持ちを通じ合えるようになる。

## サブタイトル一覧
JOKER 第1巻収録
- 第1話 おふざけ者
- 第2話 天災児
- 第3話 セカンドライブ!?
- 第4話 セカンドライブ!!
- 第5話 R・W・F（ロック・ウエーブ・フェスティバル）

 JOKER 第2巻収録
- 第6話 さやちゃんのユウウツ
- 第7話 Erie's Special（エリーズ スペシャル）
- 第8話 爆弾発言
- 第9話 1次予選
- 第10話 だれかのために
- 第11話 だれだろうと
- 第12話 JOKER

## 書誌情報
- 野村あきこ『JOKER』講談社〈講談社コミックスなかよし〉全2巻
  1. 1998年6月3日発売、ISBN 978-4-06-178890-9[1]
  2. 1998年11月4日発売、ISBN 978-4-06-178904-3[2]